# Copa Libertadores 1993
La Copa Libertadores 1993 fue la trigésima cuarta edición del torneo de clubes más importante de América del Sur, organizado por la Confederación Sudamericana de Fútbol, en la que participaron equipos de diez países sudamericanos: Argentina, Bolivia, Brasil, Chile, Colombia, Ecuador, Paraguay, Perú, Uruguay y Venezuela.
São Paulo logró el bicampeonato, siendo éste también su segundo título en la historia de la competición. Por ello, jugó la Copa Intercontinental 1993 ante Milan de Italia y la Recopa Sudamericana 1994 frente a Botafogo. Además, clasificó a los octavos de final de la Copa Libertadores 1994. Como campeón, debió haber disputado también la Copa Interamericana 1994, pero rechazó la participación ya que sus fechas coincidían con la de la Copa Conmebol 1994, prioridad para el club brasileño, por lo que su lugar fue tomado por su rival en la final, Universidad Católica de Chile.

## Formato
El campeón vigente accedió de manera directa a las fases finales, mientras que los 20 equipos restantes disputaron la Fase de grupos. En ella, los clubes fueron divididos en cinco grupos de 4 equipos cada uno de acuerdo a sus países de origen, de manera que los dos representantes de una misma asociación nacional debían caer en la misma zona. Los tres primeros de cada uno de los cinco grupos clasificaron a los octavos de final, en donde se les unió el campeón vigente, iniciándose a partir de esta instancia el sistema de eliminación directa, que pasó posteriormente por los cuartos de final, las semifinales y la final, en la que se declaró al campeón.
|                             |                             | Equipos que entran en esta fase                                                                          | Equipos que provienen de la fase anterior                                                                                     |
| --------------------------- | --------------------------- | --- | --- |
| Fase de grupos (20 equipos) | Fase de grupos (20 equipos) | - 2 equipos de Argentina, Bolivia, Brasil, Chile, Colombia, Ecuador, Paraguay, Perú, Uruguay y Venezuela | |
| Fases finales (16 equipos)  | Fases finales (16 equipos)  | - 1 equipo, campeón de la Copa Libertadores 1992                                                         | - 5 equipos primeros de la Fase de grupos - 5 equipos segundos de la Fase de grupos - 5 equipos terceros de la Fase de grupos |

## Equipos participantes
En cursiva los equipos debutantes en el torneo.
| País                             | Equipo                            | Vía de clasificación |
| -------------------------------- | --------------------------------- | --- |
| Argentina 2 cupos                | River Plate Newell's Old Boys     | Ganador de final entre campeones de Campeonato de Primera División 1991-92 Ganador del partido entre el perdedor de final de campeones y ganador de la Liguilla Pre-Libertadores 1991-92 |
| Bolivia 2 cupos                  | Bolívar San José                  | Campeón del Campeonato de Primera División 1992 Subcampeón del Campeonato de Primera División 1992                                                                                       |
| Brasil 2 cupos + campeón vigente | São Paulo Flamengo Internacional  | Campeón de la Copa Libertadores 1992 Campeón del Campeonato Brasileño de 1992 Campeón de la Copa de Brasil 1992                                                                          |
| Chile 2 cupos                    | Cobreloa Universidad Católica     | Campeón del Campeonato de Primera División 1992 Ganador de la Liguilla Pre-Libertadores 1992                                                                                             |
| Colombia 2 cupos                 | América de Cali Atlético Nacional | Campeón del Campeonato colombiano 1992 Subcampeón del Campeonato Colombiano 1992 |
| Ecuador 2 cupos                  | El Nacional Barcelona             | Campeón del Campeonato Ecuatoriano de 1992 Subcampeón del Campeonato Ecuatoriano de 1992                                                                                                 |
| Paraguay 2 cupos                 | Cerro Porteño Olimpia             | Campeón del Campeonato Paraguayo de 1992 Ganador de los Play-offs para la Copa Libertadores 1993                                                                                         |
| Perú 2 cupos                     | Universitario Sporting Cristal    | Campeón del Campeonato Descentralizado 1992 Subcampeón del Campeonato Descentralizado 1992                                                                                               |
| Uruguay 2 cupos                  | Nacional Bella Vista              | 1.º puesto de la Liguilla Pre-Libertadores de América de 1992 2.º puesto de la Liguilla Pre-Libertadores de América de 1992                                                              |
| Venezuela 2 cupos                | Caracas Minervén                  | Campeón de la Primera División Venezolana 1991-92 Subcampeón de la Primera División Venezolana 1991-92                                                                                   |

### Distribución geográfica de los equipos
Distribución geográfica de las sedes de los equipos participantes:

## Fase de grupos

### Grupo 1
| Equipo           | Pts. | PJ | PG | PE | PP | GF | GC | DG |
| ---------------- | ---- | -- | -- | -- | -- | -- | -- | -- |
| Universitario    | 9    | 6  | 3  | 3  | 0  | 14 | 7  | 7  |
| Sporting Cristal | 7    | 6  | 3  | 1  | 2  | 13 | 9  | 4  |
| Minervén         | 4    | 6  | 1  | 2  | 3  | 6  | 12 | –6 |
| Caracas          | 4    | 6  | 1  | 2  | 3  | 5  | 10 | –5 |

| \| Fecha \| Lugar \| Local \| Resultado \| Visitante \| \| ------------- \| -------------- \| ---------------- \| --------- \| ---------------- \| \| 7 de febrero \| Ciudad Guayana \| Minervén \| 1:0 \| Caracas \| \| 10 de febrero \| Lima \| Sporting Cristal \| 1:3 \| Universitario \| \| 16 de febrero \| Lima \| Sporting Cristal \| 0:1 \| Caracas \| \| 19 de febrero \| Lima \| Universitario \| 4:1 \| Caracas \| \| 2 de marzo \| Lima \| Sporting Cristal \| 6:2 \| Minervén \| \| 5 de marzo \| Lima \| Universitario \| 2:0 \| Minervén \| \| 10 de marzo \| Lima \| Universitario \| 2:2 \| Sporting Cristal \| \| 10 de marzo \| Caracas \| Caracas \| 1:1 \| Minervén \| \| 16 de marzo \| Caracas \| Caracas \| 1:3 \| Sporting Cristal \| \| 19 de marzo \| Ciudad Guayana \| Minervén \| 0:1 \| Sporting Cristal \| \| 23 de marzo \| Ciudad Guayana \| Minervén \| 2:2 \| Universitario \| \| 27 de marzo \| Caracas \| Caracas \| 1:1 \| Universitario \| |                |                  |           |                  |
| Fecha | Lugar          | Local            | Resultado | Visitante        |
| 7 de febrero | Ciudad Guayana | Minervén         | 1:0       | Caracas          |
| 10 de febrero | Lima           | Sporting Cristal | 1:3       | Universitario    |
| 16 de febrero | Lima           | Sporting Cristal | 0:1       | Caracas          |
| 19 de febrero | Lima           | Universitario    | 4:1       | Caracas          |
| 2 de marzo | Lima           | Sporting Cristal | 6:2       | Minervén         |
| 5 de marzo | Lima           | Universitario    | 2:0       | Minervén         |
| 10 de marzo | Lima           | Universitario    | 2:2       | Sporting Cristal |
| 10 de marzo | Caracas        | Caracas          | 1:1       | Minervén         |
| 16 de marzo | Caracas        | Caracas          | 1:3       | Sporting Cristal |
| 19 de marzo | Ciudad Guayana | Minervén         | 0:1       | Sporting Cristal |
| 23 de marzo | Ciudad Guayana | Minervén         | 2:2       | Universitario    |
| 27 de marzo | Caracas        | Caracas          | 1:1       | Universitario    |

Partido desempate
| Fecha       | Lugar          |          | Resultado |         |
| ----------- | -------------- | -------- | --------- | ------- |
| 31 de marzo | Puerto La Cruz | Minervén | 1:0       | Caracas |

### Grupo 2
| Equipo               | Pts. | PJ | PG | PE | PP | GF | GC | DG |
| -------------------- | ---- | -- | -- | -- | -- | -- | -- | -- |
| Universidad Católica | 8    | 6  | 3  | 2  | 1  | 15 | 8  | 7  |
| Bolívar              | 7    | 6  | 3  | 1  | 2  | 10 | 7  | 3  |
| Cobreloa             | 7    | 6  | 2  | 3  | 1  | 8  | 9  | –1 |
| San José             | 2    | 6  | 1  | 0  | 5  | 8  | 17 | –9 |

| \| Fecha \| Lugar \| Local \| Resultado \| Visitante \| \| ------------- \| -------- \| -------------------- \| --------- \| -------------------- \| \| 24 de febrero \| Calama \| Cobreloa \| 1:1 \| Universidad Católica \| \| 25 de febrero \| La Paz \| Bolívar \| 3:1 \| San José \| \| 2 de marzo \| La Paz \| Bolívar \| 3:1 \| Universidad Católica \| \| 5 de marzo \| Oruro \| San José \| 2:5 \| Universidad Católica \| \| 9 de marzo \| La Paz \| Bolívar \| 3:0 \| Cobreloa \| \| 12 de marzo \| Oruro \| San José \| 2:3 \| Cobreloa \| \| 17 de marzo \| Oruro \| San José \| 1:0 \| Bolívar \| \| 17 de marzo \| Santiago \| Universidad Católica \| 1:1 \| Cobreloa \| \| 23 de marzo \| Calama \| Cobreloa \| 2:1 \| San José \| \| 26 de marzo \| Santiago \| Universidad Católica \| 4:1 \| San José \| \| 30 de marzo \| Calama \| Cobreloa \| 1:1 \| Bolívar \| \| 2 de abril \| Santiago \| Universidad Católica \| 3:0 \| Bolívar \| |          |                      |           |                      |
| Fecha | Lugar    | Local                | Resultado | Visitante            |
| 24 de febrero | Calama   | Cobreloa             | 1:1       | Universidad Católica |
| 25 de febrero | La Paz   | Bolívar              | 3:1       | San José             |
| 2 de marzo | La Paz   | Bolívar              | 3:1       | Universidad Católica |
| 5 de marzo | Oruro    | San José             | 2:5       | Universidad Católica |
| 9 de marzo | La Paz   | Bolívar              | 3:0       | Cobreloa             |
| 12 de marzo | Oruro    | San José             | 2:3       | Cobreloa             |
| 17 de marzo | Oruro    | San José             | 1:0       | Bolívar              |
| 17 de marzo | Santiago | Universidad Católica | 1:1       | Cobreloa             |
| 23 de marzo | Calama   | Cobreloa             | 2:1       | San José             |
| 26 de marzo | Santiago | Universidad Católica | 4:1       | San José             |
| 30 de marzo | Calama   | Cobreloa             | 1:1       | Bolívar              |
| 2 de abril | Santiago | Universidad Católica | 3:0       | Bolívar              |

### Grupo 3
| Equipo      | Pts. | PJ | PG | PE | PP | GF | GC | DG |
| ----------- | ---- | -- | -- | -- | -- | -- | -- | -- |
| Nacional    | 8    | 6  | 3  | 2  | 1  | 12 | 6  | 6  |
| El Nacional | 6    | 6  | 3  | 0  | 3  | 9  | 11 | –2 |
| Barcelona   | 5    | 6  | 2  | 1  | 3  | 8  | 7  | 1  |
| Bella Vista | 5    | 6  | 2  | 1  | 3  | 6  | 11 | –5 |

| \| Fecha \| Lugar \| Local \| Resultado \| Visitante \| \| ------------- \| ---------- \| ----------- \| --------- \| ----------- \| \| 17 de febrero \| Montevideo \| Nacional \| 2:2 \| Bella vista \| \| 17 de febrero \| Quito \| El Nacional \| 1:0 \| Barcelona \| \| 23 de febrero \| Guayaquil \| Barcelona \| 2:0 \| Bella vista \| \| 26 de febrero \| Quito \| El Nacional \| 5:0 \| Bella Vista \| \| 2 de marzo \| Guayaquil \| Barcelona \| 1:1 \| Nacional \| \| 5 de marzo \| Quito \| El Nacional \| 2:0 \| Nacional \| \| 10 de marzo \| Guayaquil \| Barcelona \| 4:0 \| El Nacional \| \| 10 de marzo \| Montevideo \| Bella Vista \| 0:1 \| Nacional \| \| 16 de marzo \| Montevideo \| Bella Vista \| 2:1 \| Barcelona \| \| 19 de marzo \| Montevideo \| Nacional \| 3:0 \| Barcelona \| \| 23 de marzo \| Montevideo \| Bella Vista \| 2:0 \| El Nacional \| \| 26 de marzo \| Montevideo \| Nacional \| 5:1 \| El Nacional \| |            |             |           |             |
| Fecha | Lugar      | Local       | Resultado | Visitante   |
| 17 de febrero | Montevideo | Nacional    | 2:2       | Bella vista |
| 17 de febrero | Quito      | El Nacional | 1:0       | Barcelona   |
| 23 de febrero | Guayaquil  | Barcelona   | 2:0       | Bella vista |
| 26 de febrero | Quito      | El Nacional | 5:0       | Bella Vista |
| 2 de marzo | Guayaquil  | Barcelona   | 1:1       | Nacional    |
| 5 de marzo | Quito      | El Nacional | 2:0       | Nacional    |
| 10 de marzo | Guayaquil  | Barcelona   | 4:0       | El Nacional |
| 10 de marzo | Montevideo | Bella Vista | 0:1       | Nacional    |
| 16 de marzo | Montevideo | Bella Vista | 2:1       | Barcelona   |
| 19 de marzo | Montevideo | Nacional    | 3:0       | Barcelona   |
| 23 de marzo | Montevideo | Bella Vista | 2:0       | El Nacional |
| 26 de marzo | Montevideo | Nacional    | 5:1       | El Nacional |

### Grupo 4
| Equipo            | Pts. | PJ | PG | PE | PP | GF | GC | DG |
| ----------------- | ---- | -- | -- | -- | -- | -- | -- | -- |
| Flamengo          | 7    | 6  | 3  | 1  | 2  | 9  | 7  | 2  |
| América de Cali   | 7    | 6  | 3  | 1  | 2  | 12 | 11 | 1  |
| Atlético Nacional | 7    | 6  | 3  | 1  | 2  | 8  | 6  | 2  |
| Internacional     | 3    | 6  | 0  | 3  | 3  | 4  | 9  | –5 |

| \| Fecha \| Lugar \| Local \| Resultado \| Visitante \| \| ------------- \| -------------- \| ----------------- \| --------- \| ----------------- \| \| 10 de febrero \| Porto Alegre \| Internacional \| 0:0 \| Flamengo \| \| 11 de febrero \| Cali \| América de Cali \| 0:3 \| Atlético Nacional \| \| 16 de febrero \| Cali \| América de Cali \| 2:1 \| Flamengo \| \| 19 de febrero \| Medellín \| Atlético Nacional \| 0:1 \| Flamengo \| \| 2 de marzo \| Río de Janeiro \| Flamengo \| 1:3 \| América de Cali \| \| 5 de marzo \| Porto Alegre \| Internacional \| 1:1 \| América de Cali \| \| 10 de marzo \| Río de Janeiro \| Flamengo \| 3:1 \| Internacional \| \| 11 de marzo \| Medellín \| Atlético Nacional \| 3:2 \| América de Cali \| \| 16 de marzo \| Porto Alegre \| Internacional \| 0:1 \| Atlético Nacional \| \| 19 de marzo \| Río de Janeiro \| Flamengo \| 3:1 \| Atlético Nacional \| \| 23 de marzo \| Cali \| América de Cali \| 4:2 \| Internacional \| \| 26 de marzo \| Medellín \| Atlético Nacional \| 0:0 \| Internacional \| |                |                   |           |                   |
| Fecha | Lugar          | Local             | Resultado | Visitante         |
| 10 de febrero | Porto Alegre   | Internacional     | 0:0       | Flamengo          |
| 11 de febrero | Cali           | América de Cali   | 0:3       | Atlético Nacional |
| 16 de febrero | Cali           | América de Cali   | 2:1       | Flamengo          |
| 19 de febrero | Medellín       | Atlético Nacional | 0:1       | Flamengo          |
| 2 de marzo | Río de Janeiro | Flamengo          | 1:3       | América de Cali   |
| 5 de marzo | Porto Alegre   | Internacional     | 1:1       | América de Cali   |
| 10 de marzo | Río de Janeiro | Flamengo          | 3:1       | Internacional     |
| 11 de marzo | Medellín       | Atlético Nacional | 3:2       | América de Cali   |
| 16 de marzo | Porto Alegre   | Internacional     | 0:1       | Atlético Nacional |
| 19 de marzo | Río de Janeiro | Flamengo          | 3:1       | Atlético Nacional |
| 23 de marzo | Cali           | América de Cali   | 4:2       | Internacional     |
| 26 de marzo | Medellín       | Atlético Nacional | 0:0       | Internacional     |

Partido desempate
| Fecha      | Lugar  |                 | Resultado |                   |
| ---------- | ------ | --------------- | --------- | ----------------- |
| 2 de abril | Bogotá | América de Cali | 4:2       | Atlético Nacional |

### Grupo 5
| Equipo            | Pts. | PJ | PG | PE | PP | GF | GC | DG |
| ----------------- | ---- | -- | -- | -- | -- | -- | -- | -- |
| Cerro Porteño     | 7    | 6  | 2  | 3  | 1  | 5  | 4  | 1  |
| Newell's Old Boys | 6    | 6  | 1  | 4  | 1  | 4  | 4  | 0  |
| Olimpia           | 6    | 6  | 1  | 4  | 1  | 4  | 4  | 0  |
| River Plate       | 5    | 6  | 1  | 3  | 2  | 4  | 5  | –1 |

| \| Fecha \| Lugar \| Local \| Resultado \| Visitante \| \| ------------- \| ------------ \| ----------------- \| --------- \| ----------------- \| \| 5 de febrero \| Asunción \| Cerro Porteño \| 0:0 \| Olimpia \| \| 7 de febrero \| Buenos Aires \| River Plate \| 0:1 \| Newell's Old Boys \| \| 12 de febrero \| Asunción \| Cerro Porteño \| 0:0 \| Newell's Old Boys \| \| 16 de febrero \| Asunción \| Olimpia \| 1:1 \| Newell's Old Boys \| \| 23 de febrero \| Asunción \| Cerro Porteño \| 2:1 \| River Plate \| \| 26 de febrero \| Asunción \| Olimpia \| 1:1 \| River Plate \| \| 10 de marzo \| Asunción \| Olimpia \| 1:0 \| Cerro Porteño \| \| 10 de marzo \| Rosario \| Newell's Old Boys \| 0:0 \| River Plate \| \| 16 de marzo \| Buenos Aires \| River Plate \| 1:1 \| Cerro Porteño \| \| 19 de marzo \| Rosario \| Newell's Old Boys \| 1:2 \| Cerro Porteño \| \| 23 de marzo \| Rosario \| Newell's Old Boys \| 1:1 \| Olimpia \| \| 26 de marzo \| Buenos Aires \| River Plate \| 1:0 \| Olimpia \| |              |                   |           |                   |
| Fecha | Lugar        | Local             | Resultado | Visitante         |
| 5 de febrero | Asunción     | Cerro Porteño     | 0:0       | Olimpia           |
| 7 de febrero | Buenos Aires | River Plate       | 0:1       | Newell's Old Boys |
| 12 de febrero | Asunción     | Cerro Porteño     | 0:0       | Newell's Old Boys |
| 16 de febrero | Asunción     | Olimpia           | 1:1       | Newell's Old Boys |
| 23 de febrero | Asunción     | Cerro Porteño     | 2:1       | River Plate       |
| 26 de febrero | Asunción     | Olimpia           | 1:1       | River Plate       |
| 10 de marzo | Asunción     | Olimpia           | 1:0       | Cerro Porteño     |
| 10 de marzo | Rosario      | Newell's Old Boys | 0:0       | River Plate       |
| 16 de marzo | Buenos Aires | River Plate       | 1:1       | Cerro Porteño     |
| 19 de marzo | Rosario      | Newell's Old Boys | 1:2       | Cerro Porteño     |
| 23 de marzo | Rosario      | Newell's Old Boys | 1:1       | Olimpia           |
| 26 de marzo | Buenos Aires | River Plate       | 1:0       | Olimpia           |

## Fases finales

### Cuadro de desarrollo
|  | Octavos de final | Octavos de final     | Octavos de final     | Octavos de final     | Octavos de final |   |                   | Cuartos de final  | Cuartos de final  | Cuartos de final  | Cuartos de final  | Cuartos de final  |  |                 | Semifinales     | Semifinales     | Semifinales     | Semifinales     | Semifinales     |  |                      | Final                | Final           | Final           | Final           | Final           |  |
|  | 7 al 14 de abril | 7 al 14 de abril     | 7 al 14 de abril     | 7 al 14 de abril     | 7 al 14 de abril |   |                   | 21 al 28 de abril | 21 al 28 de abril | 21 al 28 de abril | 21 al 28 de abril | 21 al 28 de abril |  |                 | 5 al 12 de mayo | 5 al 12 de mayo | 5 al 12 de mayo | 5 al 12 de mayo | 5 al 12 de mayo |  |                      | 19 y 26 de mayo      | 19 y 26 de mayo | 19 y 26 de mayo | 19 y 26 de mayo | 19 y 26 de mayo |  |
|  |                  |                      |                      |                      |                  |   |                   |                   |                   |                   |                   |                   |  |                 |                 |                 |                 |                 |                 |  |                      |                      |                 |                 |                 |                 |  |
|  |                  |                      |                      |                      |                  |   |                   |                   |                   |                   |                   |                   |  |                 |                 |                 |                 |                 |                 |  |                      |                      |                 |                 |                 |                 |  |
|  | G1 2             | Sporting Cristal     | 0                    | 4                    | 4                |   |                   |                   |                   |                   |                   |                   |  |                 |                 |                 |                 |                 |                 |  |                      |                      |                 |                 |                 |                 |  |
|  | G1 2             | Sporting Cristal     | 0                    | 4                    | 4                |   |                   |                   |                   |                   |                   |                   |  |                 |                 |                 |                 |                 |                 |  |                      |                      |                 |                 |                 |                 |  |
|  | G3 2             | El Nacional          | 3                    | 0                    | 3                |   |                   |                   |                   |                   |                   |                   |  |                 |                 |                 |                 |                 |                 |  |                      |                      |                 |                 |                 |                 |  |
|  | G3 2             | El Nacional          | 3                    | 0                    | 3                |   | Sporting Cristal  | Sporting Cristal  | 2                 | 2                 | 4                 |                   |  |                 |                 |                 |                 |                 |                 |  |                      |                      |                 |                 |                 |                 |  |
|  |                  |                      |                      |                      |                  |   | Sporting Cristal  | Sporting Cristal  | 2                 | 2                 | 4                 |                   |  |                 |                 |                 |                 |                 |                 |  |                      |                      |                 |                 |                 |                 |  |
|  |                  |                      | América de Cali      | América de Cali      | 2                | 3 | 5                 |                   |                   |                   |                   |                   |  |                 |                 |                 |                 |                 |                 |  |                      |                      |                 |                 |                 |                 |  |
|  | G2 2             | Bolívar              | América de Cali      | América de Cali      | 2                | 3 | 5                 | 1                 | 1                 | 2                 |                   |                   |  |                 |                 |                 |                 |                 |                 |  |                      |                      |                 |                 |                 |                 |  |
|  | G2 2             | Bolívar              |                      |                      |                  |   |                   |                   |                   | 2                 |                   |                   |  |                 |                 |                 |                 |                 |                 |  |                      |                      |                 |                 |                 |                 |  |
|  | G4 2             | América de Cali      | 2                    | 1                    | 3                |   |                   |                   |                   |                   |                   |                   |  |                 |                 |                 |                 |                 |                 |  |                      |                      |                 |                 |                 |                 |  |
|  | G4 2             | América de Cali      | 2                    | 1                    | 3                |   |                   |                   |                   |                   |                   |                   |  | América de Cali | América de Cali | 0               | 2               | 2               |                 |  |                      |                      |                 |                 |                 |                 |  |
|  |                  |                      |                      |                      |                  |   |                   |                   |                   |                   |                   |                   |  | América de Cali | América de Cali | 0               | 2               | 2               |                 |  |                      |                      |                 |                 |                 |                 |  |
|  |                  |                      | Universidad Católica | Universidad Católica | 1                | 2 | 3                 |                   |                   |                   |                   |                   |  |                 |                 |                 |                 |                 |                 |  |                      |                      |                 |                 |                 |                 |  |
|  | G3 3             | Barcelona            | Universidad Católica | Universidad Católica | 1                | 2 | 3                 | 1                 | 3                 | 4                 |                   |                   |  |                 |                 |                 |                 |                 |                 |  |                      |                      |                 |                 |                 |                 |  |
|  | G3 3             | Barcelona            |                      |                      |                  |   |                   |                   |                   | 4                 |                   |                   |  |                 |                 |                 |                 |                 |                 |  |                      |                      |                 |                 |                 |                 |  |
|  | G1 1             | Universitario        | 2                    | 0                    | 2                |   |                   |                   |                   |                   |                   |                   |  |                 |                 |                 |                 |                 |                 |  |                      |                      |                 |                 |                 |                 |  |
|  | G1 1             | Universitario        | 2                    | 0                    | 2                |   | Barcelona         | Barcelona         | 1                 | 0                 | 1                 |                   |  |                 |                 |                 |                 |                 |                 |  |                      |                      |                 |                 |                 |                 |  |
|  |                  |                      |                      |                      |                  |   | Barcelona         | Barcelona         | 1                 | 0                 | 1                 |                   |  |                 |                 |                 |                 |                 |                 |  |                      |                      |                 |                 |                 |                 |  |
|  |                  |                      | Universidad Católica | Universidad Católica | 3                | 1 | 4                 |                   |                   |                   |                   |                   |  |                 |                 |                 |                 |                 |                 |  |                      |                      |                 |                 |                 |                 |  |
|  | G4 3             | Atlético Nacional    | Universidad Católica | Universidad Católica | 3                | 1 | 4                 | 0                 | 2                 | 2                 |                   |                   |  |                 |                 |                 |                 |                 |                 |  |                      |                      |                 |                 |                 |                 |  |
|  | G4 3             | Atlético Nacional    |                      |                      |                  |   |                   |                   |                   | 2                 |                   |                   |  |                 |                 |                 |                 |                 |                 |  |                      |                      |                 |                 |                 |                 |  |
|  | G2 1             | Universidad Católica | 2                    | 1                    | 3                |   |                   |                   |                   |                   |                   |                   |  |                 |                 |                 |                 |                 |                 |  |                      |                      |                 |                 |                 |                 |  |
|  | G2 1             | Universidad Católica | 2                    | 1                    | 3                |   |                   |                   |                   |                   |                   |                   |  |                 |                 |                 |                 |                 |                 |  | Universidad Católica | Universidad Católica | 1               | 2               | 3               |                 |  |
|  |                  |                      |                      |                      |                  |   |                   |                   |                   |                   |                   |                   |  |                 |                 |                 |                 |                 |                 |  | Universidad Católica | Universidad Católica | 1               | 2               | 3               |                 |  |
|  |                  |                      | São Paulo            | São Paulo            | 5                | 0 | 5                 |                   |                   |                   |                   |                   |  |                 |                 |                 |                 |                 |                 |  |                      |                      |                 |                 |                 |                 |  |
|  | G2 3             | Cobreloa             | São Paulo            | São Paulo            | 5                | 0 | 5                 | 1                 | 0                 | 1                 |                   |                   |  |                 |                 |                 |                 |                 |                 |  |                      |                      |                 |                 |                 |                 |  |
|  | G2 3             | Cobreloa             |                      |                      |                  |   |                   |                   |                   | 1                 |                   |                   |  |                 |                 |                 |                 |                 |                 |  |                      |                      |                 |                 |                 |                 |  |
|  | G5 1             | Cerro Porteño        | 1                    | 2                    | 3                |   |                   |                   |                   |                   |                   |                   |  |                 |                 |                 |                 |                 |                 |  |                      |                      |                 |                 |                 |                 |  |
|  | G5 1             | Cerro Porteño        | 1                    | 2                    | 3                |   | Cerro Porteño (p) | Cerro Porteño (p) | 1                 | 0                 | 1 (4)             |                   |  |                 |                 |                 |                 |                 |                 |  |                      |                      |                 |                 |                 |                 |  |
|  |                  |                      |                      |                      |                  |   | Cerro Porteño (p) | Cerro Porteño (p) | 1                 | 0                 | 1 (4)             |                   |  |                 |                 |                 |                 |                 |                 |  |                      |                      |                 |                 |                 |                 |  |
|  |                  |                      | Olimpia              | Olimpia              | 1                | 0 | 1 (2)             |                   |                   |                   |                   |                   |  |                 |                 |                 |                 |                 |                 |  |                      |                      |                 |                 |                 |                 |  |
|  | G5 3             | Olimpia              | Olimpia              | Olimpia              | 1                | 0 | 1 (2)             | 2                 | 3                 | 5                 |                   |                   |  |                 |                 |                 |                 |                 |                 |  |                      |                      |                 |                 |                 |                 |  |
|  | G5 3             | Olimpia              |                      |                      |                  |   |                   |                   |                   | 5                 |                   |                   |  |                 |                 |                 |                 |                 |                 |  |                      |                      |                 |                 |                 |                 |  |
|  | G3 1             | Nacional             | 1                    | 0                    | 1                |   |                   |                   |                   |                   |                   |                   |  |                 |                 |                 |                 |                 |                 |  |                      |                      |                 |                 |                 |                 |  |
|  | G3 1             | Nacional             | 1                    | 0                    | 1                |   |                   |                   |                   |                   |                   |                   |  | Cerro Porteño   | Cerro Porteño   | 0               | 0               | 0               |                 |  |                      |                      |                 |                 |                 |                 |  |
|  |                  |                      |                      |                      |                  |   |                   |                   |                   |                   |                   |                   |  | Cerro Porteño   | Cerro Porteño   | 0               | 0               | 0               |                 |  |                      |                      |                 |                 |                 |                 |  |
|  |                  |                      | São Paulo            | São Paulo            | 1                | 0 | 1                 |                   |                   |                   |                   |                   |  |                 |                 |                 |                 |                 |                 |  |                      |                      |                 |                 |                 |                 |  |
|  | CV               | São Paulo            | São Paulo            | São Paulo            | 1                | 0 | 1                 | 0                 | 4                 | 4                 |                   |                   |  |                 |                 |                 |                 |                 |                 |  |                      |                      |                 |                 |                 |                 |  |
|  | CV               | São Paulo            |                      |                      |                  |   |                   |                   |                   | 4                 |                   |                   |  |                 |                 |                 |                 |                 |                 |  |                      |                      |                 |                 |                 |                 |  |
|  | G5 2             | Newell's Old Boys    | 2                    | 0                    | 2                |   |                   |                   |                   |                   |                   |                   |  |                 |                 |                 |                 |                 |                 |  |                      |                      |                 |                 |                 |                 |  |
|  | G5 2             | Newell's Old Boys    | 2                    | 0                    | 2                |   | São Paulo         | São Paulo         | 1                 | 2                 | 3                 |                   |  |                 |                 |                 |                 |                 |                 |  |                      |                      |                 |                 |                 |                 |  |
|  |                  |                      |                      |                      |                  |   | São Paulo         | São Paulo         | 1                 | 2                 | 3                 |                   |  |                 |                 |                 |                 |                 |                 |  |                      |                      |                 |                 |                 |                 |  |
|  |                  |                      | Flamengo             | Flamengo             | 1                | 0 | 1                 |                   |                   |                   |                   |                   |  |                 |                 |                 |                 |                 |                 |  |                      |                      |                 |                 |                 |                 |  |
|  | G1 3             | Minervén             | Flamengo             | Flamengo             | 1                | 0 | 1                 | 2                 | 0                 | 2                 |                   |                   |  |                 |                 |                 |                 |                 |                 |  |                      |                      |                 |                 |                 |                 |  |
|  | G1 3             | Minervén             |                      |                      |                  |   |                   |                   |                   | 2                 |                   |                   |  |                 |                 |                 |                 |                 |                 |  |                      |                      |                 |                 |                 |                 |  |
|  | G4 1             | Flamengo             | 8                    | 1                    | 9                |   |                   |                   |                   |                   |                   |                   |  |                 |                 |                 |                 |                 |                 |  |                      |                      |                 |                 |                 |                 |  |
|  | G4 1             | Flamengo             | 8                    | 1                    | 9                |   |                   |                   |                   |                   |                   |                   |  |                 |                 |                 |                 |                 |                 |  |                      |                      |                 |                 |                 |                 |  |
|  |                  |                      |                      |                      |                  |   |                   |                   |                   |                   |                   |                   |  |                 |                 |                 |                 |                 |                 |  |                      |                      |                 |                 |                 |                 |  |

- Nota: En cada llave, el equipo que ocupa la primera línea es el que definió la serie como local.
- Nota 2: En las llaves de octavos de final, a cada equipo se le indica "Gx p", donde p es la posición final que ocupó en el grupo x de la fase de grupos.

### Octavos de final
| 7 de abril de 1993 | El Nacional                       | 3:0 (1:0) | Sporting Cristal | Estadio Olímpico Atahualpa, Quito |                                |
|                    | Chérrez 7', 87' · Ballesteros 65' |           |                  | Árbitro(s): José Torres Cadena    | Árbitro(s): José Torres Cadena |

| 14 de abril de 1993 | Sporting Cristal                                               | 4:0 (2:0) | El Nacional | Estadio Nacional, Lima      |                             |
|                     | Zegarra 6' · Olivares 43' · Maestri 56' · Marquinho 88' (pen.) |           |             | Árbitro(s): Álvaro Arboleda | Árbitro(s): Álvaro Arboleda |

| 7 de abril de 1993 | América de Cali           | 2:1 (0:0) | Bolívar      | Estadio Pascual Guerrero, Cali   |                                  |
|                    | Cabrera 48' · Escobar 57' |           | Castillo 51' | Árbitro(s): Jorge Orellana Vimos | Árbitro(s): Jorge Orellana Vimos |

| 14 de abril de 1993 | Bolívar    | 1:1 (1:0) | América de Cali | Estadio Hernando Siles, La Paz |                           |
|                     | Hirano 16' |           | da Silva 82'    | Árbitro(s): Sabino Fariña      | Árbitro(s): Sabino Fariña |

| 7 de abril de 1993 | Universitario             | 2:1 (1:0) | Barcelona  | Estadio Nacional, Lima                                          |                                                                 |
|                    | Silva 10' · Torrealva 57' |           | Gavica 55' | Asistencia: 39 412 espectadores Árbitro(s): Salvador Imperatore | Asistencia: 39 412 espectadores Árbitro(s): Salvador Imperatore |

| 14 de abril de 1993 | Barcelona                                 | 3:0 (1:0) | Universitario | Estadio Monumental, Guayaquil   |                                 |
|                     | Avilés 18' · Insúa 61' (pen.), 71' (pen.) |           |               | Árbitro(s): Enrique Marín Gallo | Árbitro(s): Enrique Marín Gallo |

| 7 de abril de 1993 | Universidad Católica   | 2:0 (1:0) | Atlético Nacional | Estadio San Carlos de Apoquindo, Santiago                  |                                                            |
|                    | Barrera 20' · Caro 88' |           |                   | Asistencia: 13.238 espectadores Árbitro(s): Luis Seminario | Asistencia: 13.238 espectadores Árbitro(s): Luis Seminario |

| 14 de abril de 1993 | Atlético Nacional           | 2:1 (1:0) | Universidad Católica | Estadio Atanasio Girardot, Medellín                        |                                                            |
|                     | Aristizábal 38' · Serna 89' |           | Parraguez 47'        | Asistencia: 22.813 espectadores Árbitro(s): Márcio Rezende | Asistencia: 22.813 espectadores Árbitro(s): Márcio Rezende |

| 7 de abril de 1993 | Cerro Porteño | 1:1 (1:1) | Cobreloa     | Estadio General Pablo Rojas, Asunción                  |                                                        |
|                    | Ferreira 37'  |           | Figueroa 21' | Asistencia: 22.000 espectadores Árbitro(s): Aníbal Hay | Asistencia: 22.000 espectadores Árbitro(s): Aníbal Hay |

| 14 de abril de 1993 | Cobreloa | 0:2 (0:0) | Cerro Porteño        | Estadio Municipal, Calama                                      |                                                                |
|                     |          |           | Rossi 69' · Dida 90' | Asistencia: 8.752 espectadores Árbitro(s): Armando Pérez Hoyos | Asistencia: 8.752 espectadores Árbitro(s): Armando Pérez Hoyos |

| 7 de abril de 1993 | Nacional  | 1:2 (0:2) | Olimpia                           | Estadio Centenario, Montevideo |                              |
|                    | Lemos 73' |           | Caballero 11' · Méndez 21' (a.g.) | Árbitro(s): Renato Marsiglia   | Árbitro(s): Renato Marsiglia |

| 14 de abril de 1993 | Olimpia                                 | 3:0 (0:0) | Nacional | Estadio Defensores del Chaco, Asunción |                              |
|                     | Monzón 50' · Cáceres 61' · Amarilla 80' |           |          | Árbitro(s): Javier Castrilli           | Árbitro(s): Javier Castrilli |

| 7 de abril de 1993 | Newell's Old Boys         | 2:0 (2:0) | São Paulo | Estadio El Coloso del Parque, Rosario |                                    |
|                    | Cozzoni 20' · Mendoza 35' |           |           | Árbitro(s): Juan Francisco Escobar    | Árbitro(s): Juan Francisco Escobar |

| 14 de abril de 1993 | São Paulo                           | 4:0 (2:0) | Newell's Old Boys | Estadio Morumbi, São Paulo  |                             |
|                     | Dinho 29' · Raí 38', 75' · Cafú 83' |           |                   | Árbitro(s): Ernesto Filippi | Árbitro(s): Ernesto Filippi |

| 7 de abril de 1993 | Flamengo                                                                                                 | 8:2 (4:0) | Minervén               | Estadio Maracaná, Río de Janeiro |                          |
|                    | Gottardo 6', 59' · Marcelinho 21' · Gaúcho 42' · Nélio 44' · Marquinhos 77' · Djalminha 78' · Nílson 81' |           | Pedro Camacho 89', 90' | Árbitro(s): Jorge Nieves         | Árbitro(s): Jorge Nieves |

| 14 de abril de 1993 | Minervén | 0:1 (0:1) | Flamengo  | Estadio Cachamay, Ciudad Guayana |                           |
|                     |          |           | Gaúcho 7' | Árbitro(s): Alfredo Rodas        | Árbitro(s): Alfredo Rodas |

### Cuartos de final
| 21 de abril de 1993 | América de Cali            | 2:2 (2:0) | Sporting Cristal | Estadio Pascual Guerrero, Cali |                           |
|                     | da Silva 14' · Cabrera 29' |           | Ávila 46', 54'   | Árbitro(s): Alfredo Rodas      | Árbitro(s): Alfredo Rodas |

| 28 de abril de 1993 | Sporting Cristal | 2:3 (0:1) | América de Cali                 | Estadio Nacional, Lima         |                                |
|                     | Julinho 77', 89' |           | Ferreira 29', 68' · Escobar 50' | Árbitro(s): Francisco Lamolina | Árbitro(s): Francisco Lamolina |

| 21 de abril de 1993 | Universidad Católica         | 3:1 (2:0) | Barcelona | Estadio San Carlos de Apoquindo, Santiago |                          |
|                     | Almada 3', 45' · Vázquez 89' |           | Muñoz 68' | Árbitro(s): Jorge Nieves                  | Árbitro(s): Jorge Nieves |

| 28 de abril de 1993 | Barcelona | 0:1 (0:1) | Universidad Católica | Estadio Monumental, Guayaquil |                             |
|                     |           |           | Romero 22'           | Árbitro(s): Ernesto Filippi   | Árbitro(s): Ernesto Filippi |

| 21 de abril de 1993 | Olimpia      | 1:1 (1:1) | Cerro Porteño | Estadio Defensores del Chaco, Asunción |                                 |
|                     | Amarilla 26' |           | Dida 44'      | Árbitro(s): Juan Carlos Loustau        | Árbitro(s): Juan Carlos Loustau |

| 28 de abril de 1993 | Cerro Porteño                              | 0:0 (4:2 p.)               | Olimpia                             | Estadio Defensores del Chaco, Asunción |  |
|                     |                                            |                            |                                     | Árbitro(s): Juan Bava                  |  |
|                     |                                            | Tiros desde el punto penal |                                     |                                        |  |
|                     | Mondragón · Arce · Dida · Balu · Cristaldo |                            | Castro · González · Monzón · Suárez |                                        |  |

| 21 de abril de 1993 | Flamengo  | 1:1 (0:1) | São Paulo    | Estadio Maracaná, Río de Janeiro |                             |
|                     | Nélio 51' |           | Palhinha 42' | Árbitro(s): Manoel Serapião      | Árbitro(s): Manoel Serapião |

| 28 de abril de 1993 | São Paulo             | 2:0 (1:0) | Flamengo | Estadio Morumbi, São Paulo   |                              |
|                     | Müller 24' · Cafú 68' |           |          | Árbitro(s): Renato Marsiglia | Árbitro(s): Renato Marsiglia |

### Semifinales
| 5 de mayo de 1993 | Universidad Católica | 1:0 (1:0) | América de Cali | Estadio Nacional, Santiago                            |                                                       |
|                   | Lunari 29'           |           |                 | Asistencia: 18 995 espectadores Árbitro(s): Juan Bava | Asistencia: 18 995 espectadores Árbitro(s): Juan Bava |

| 12 de mayo de 1993 | América de Cali                    | 2:2 (2:1) | Universidad Católica    | Estadio Pascual Guerrero, Cali                              |                                                             |
|                    | Ferreira 13' (pen.) · de Ávila 15' |           | Almada 34' · Lunari 87' | Asistencia: 37 404 espectadores Árbitro(s): Ernesto Filippi | Asistencia: 37 404 espectadores Árbitro(s): Ernesto Filippi |

| 5 de mayo de 1993 | São Paulo | 1:0 (1:0) | Cerro Porteño | Estadio Morumbi, São Paulo                               |                                                          |
|                   | Raí 13'   |           |               | Asistencia: 54 446 espectadores Árbitro(s): Jorge Nieves | Asistencia: 54 446 espectadores Árbitro(s): Jorge Nieves |

| 12 de mayo de 1993 | Cerro Porteño | 0:0 | São Paulo | Estadio Defensores del Chaco, Asunción |  |
|                    |               |     |           | Árbitro(s): Alberto Tejada Noriega     |  |

### Final
| Ida; 19 de mayo de 1993 | São Paulo                                                        | 5:1 (2:0) | Universidad Católica | Estadio Morumbi, São Paulo                                     |                                                                |
|                         | López 30' (a.g.) · Vítor 40' · Gilmar 54' · Raí 60' · Müller 65' |           | Almada 85' (pen.)    | Asistencia: 94 629 espectadores Árbitro(s): José Torres Cadena | Asistencia: 94 629 espectadores Árbitro(s): José Torres Cadena |

| Vuelta; 26 de mayo de 1993 | Universidad Católica          | 2:0 (2:0) | São Paulo | Estadio Nacional, Santiago                                         |                                                                    |
|                            | Lunari 9' · Almada 15' (pen.) |           |           | Asistencia: 39 208 espectadores Árbitro(s): Juan Francisco Escobar | Asistencia: 39 208 espectadores Árbitro(s): Juan Francisco Escobar |

|                              |
| Bandera de Brasil            |
| Campeón São Paulo 2.º título |

## Estadísticas

### Goleadores
| Jugador                 | Club                 | Goles |
| ----------------------- | -------------------- | ----- |
| Juan Carlos Almada      | Universidad Católica | 9     |
| Ronald Baroni           | Universitario        | 6     |
| Jorge Da Silva          | América de Cali      | 6     |
| Javier Ferreira         | América de Cali      | 6     |
| Flavio Maestri          | Sporting Cristal     | 6     |
| Rodrigo Barrera         | Universidad Católica | 5     |
| Pedro Camacho           | Minervén             | 5     |
| Luis Chérrez            | El Nacional          | 5     |
| Julio César Dely Valdés | Nacional             | 5     |
| Enrique Ferraro         | Bella Vista          | 5     |

### Tabla General
| Equipo | Equipo               | Pts | PJ | PG | PE | PP | GF | GC | Dif |
| ------ | -------------------- | --- | -- | -- | -- | -- | -- | -- | --- |
| 1      | São Paulo            | 10  | 8  | 4  | 2  | 2  | 13 | 4  | +9  |
| 2      | Universidad Católica | 19  | 14 | 8  | 3  | 3  | 28 | 18 | +10 |
| 3      | América de Cali      | 16  | 12 | 6  | 4  | 3  | 26 | 22 | +4  |
| 4      | Cerro Porteño        | 13  | 12 | 3  | 7  | 2  | 9  | 7  | +2  |
| 5      | Flamengo             | 12  | 10 | 5  | 2  | 3  | 19 | 12 | +7  |
| 6      | Olimpia              | 12  | 10 | 3  | 6  | 1  | 10 | 6  | +4  |
| 7      | Sporting Cristal     | 10  | 10 | 4  | 2  | 4  | 21 | 17 | +4  |
| 8      | Barcelona            | 7   | 10 | 3  | 1  | 6  | 13 | 13 | 0   |
| 9      | Universitario        | 11  | 8  | 4  | 3  | 1  | 16 | 11 | +5  |
| 10     | Atlético Nacional    | 9   | 8  | 4  | 1  | 3  | 12 | 13 | –1  |
| 11     | Bolívar              | 8   | 8  | 3  | 2  | 3  | 12 | 9  | +3  |
| 12     | Nacional             | 8   | 8  | 3  | 2  | 3  | 13 | 11 | +2  |
| 13     | Newell's Old Boys    | 8   | 8  | 2  | 4  | 2  | 6  | 8  | -2  |
| 14     | El Nacional          | 8   | 8  | 4  | 0  | 4  | 12 | 15 | –3  |
| 15     | Cobreloa             | 8   | 8  | 2  | 4  | 2  | 9  | 12 | –3  |
| 16     | Minervén             | 6   | 2  | 2  | 2  | 5  | 9  | 21 | –12 |
| 17     | River Plate          | 5   | 6  | 1  | 3  | 2  | 4  | 5  | –1  |
| 18     | Bella Vista          | 5   | 6  | 2  | 1  | 3  | 6  | 11 | –5  |
| 19     | Caracas              | 4   | 7  | 1  | 2  | 4  | 5  | 11 | –6  |
| 20     | Internacional        | 3   | 6  | 0  | 3  | 3  | 4  | 9  | –5  |
| 21     | San José             | 2   | 6  | 1  | 0  | 5  | 8  | 17 | –9  |